# Nangis-i Bartolf
Nangis-i Bartolf, latin nevén Bartolfus de Nangeio (fl. 1109 előtt) középkori történetíró, az első keresztes hadjáratról szóló, a Foucher de Chartres Gesta Francorum Iherusalem peregrinantium című munkáján alapuló Gesta Francorum Iherusalem expugnantium feltételezett írója.

## Kiléte
A Gesta Francorum Iherusalem expugnantium az első újkori, 1611-es kiadásában még ismeretlen szerző műveként volt feltüntetve, de a kiadással kortárs Kaspar von Barth német filológus úgy azonosította az íróját, mint „Bartolfus quidam peregrinus de Nangeio, Germanus” [egy bizonyos Bartolf, nangis-i zarándok, német]. Barth nem jegyezte le, mi alapján jutott erre, és a szerző német nemzetisége mellett hozott filológiai érvei nem meggyőzőek. Nangis-i származása nem zárható ki, de a Barth támogatta német etnikum mellett a francia és a flamand is szóba jöhet. Mivel Gesta Francorum címmel létezik egy másik, szintén anonymus írta és szintén a keresztes háborúkról szóló mű, a két ismeretlen szerzőt megkülönböztetendő a Gesta Francorum Iherusalem expugnantium írójára hagyományosan Nangis-i Bartolfként utal a szakirodalom.
A Gesta Francorum Iherusalem expugnantium alapjául Foucher de Chartres szentföldi történetíró, I. Balduin jeruzsálemi király káplánjának históriája szolgált. Foucher de Chartres több fázisban írta és szerkesztette át saját krónikáját, a legelső változat 1106-ban készült el – ennek nem maradt fent példánya, de ezt a verziót használta Nogent-i Guibert és a Gesta Francorum Iherusalem expugnantium szerzője is. Ez a változat 1105-ig követte a szentföldi eseményeket, a Gesta Francorum Iherusalem expugnantium azonban beszámol az 1106. évben történt földrengésről és néhány az évbeni csillagászati érdekességről is. Ebből, valamint abból, hogy Foucher de Chartres-ra a Gesta Francorum Iherusalem expugnantium „testvérként” hivatkozik, Heinrich Hagenmeyer történész arra következtetett, hogy Nangis-i Bartolf 1100–1105 között Jeruzsálemben tartózkodott, és személyesen ismerte Foucher de Chartres-ot. A hipotézist elfogadta Claude Cahen és Steven Runciman is.
Susan B. Edgington történész viszont rámutatott arra, hogy a „testvér” megszólítás nem feltétlenül utal személyes kapcsolatra, mert a klerikusok ismertségtől függetlenül így szólították egymást. Edgington Franciaországot valószínűsíti Nangis-i Bartolf működési helyéül: argumentuma egyrészt az, hogy az ugyancsak francia földön tevékeny Nogent-i Guibertnek is rendelkezésére állt legalább egy példány Foucher de Chartres krónikájának 1106-os változatából, amikor a Dei gesta per Francos hetedik könyvén dolgozott, Foucher de Chartres Historiája elérhető lehetett tehát – franciaországi tartózkodás mellett is – Nangis-i Bartolf számára is. Másrészt Nangis-i Bartolf művének két legkorábbi kézirata abból a térségből származik, ahol Nogent-i Guibert is működött. Harmadrészt Liber Floridus című enciklopédiájának 1121-es kéziratához Saint-omeri Lambert felhasználta Nangis-i Bartolf Gestáját; és az, hogy Nangis-i Bartolf munkája elérhető volt az észak-franciaországi Saint-Omerben, Edgington szerint arra mutat, hogy Nangis-i Bartolf is francia vidéken élhetett. A legújabb tanulmányokban rendszerint Nyugat-Európába helyezik őt a középkorászok, így például Jonathan Phillips, Simon John és Alan V. Murray is.
A Gesta Francorum Iherusalem expugnantium azt írja a keresztes ostrom alatt álló Tripoliszról, hogy „talán egy újabb jövőbeni támadással beveszik” – erre 1109-ben került sor. Az, hogy a több éves ostrom eredményéről Nangis-i Bartolfnak nincs tudomása, azt indikálja, hogy 1109 előtt működött, esetlegesen ez évben már nem is élt.

## AGesta Francorum Iherusalem expugnantium
A geszta az 1095–1106 közötti esztendőket öleli fel, és olyan jelentős mértékben támaszkodik Foucher de Chartres Gesta Francorum Iherusalem peregrinantium című krónikájára (ismert még mint Historia Iherosolymitana), hogy gyakran nem önálló műként, hanem a Historia Iherosolymitana korai változataként tekintenek rá. Steven Runciman történész például a keresztes háborúk latin forrásainak bemutatásakor ennyit jegyzett meg Nangis-i Bartolffal kapcsolatban: „A feltehetőleg Szíriában tevékenykedő Nangis-i Bartolf 1108-ban kiadta az első fejezeteit [Foucher de Chartres Historia Iherosolymitanájának], néhány, főleg topográfiai kiegészítéssel megtoldva.” A két krónika közötti hasonlóságból kifolyólag Nangis-i Bartolf Gestája egyike az első keresztes hadjárat legkevésbé ismert, többnyire mellőzött forrásműveinek, bár a korszakról szóló átfogó történeti munkák szoktak rá hivatkozni.
A Foucher de Chartres-ra való hagyatkozást maga a szerző is elismeri könyvének elején: mint írja, a saját krónikaváltozatában nem fogja szerepeltetni a Foucher de Chartres-nál meglévő, de általa lényegtelennek ítélt részeket, valamint a zavaros elbeszéléshelyeket más forrásokra hagyatkozva kísérli tisztázni. Amellett, hogy Foucher de Chartres első személyű narratíváit harmadik személyűre változtatta és lerövidítette, Nangis-i Bartolf a vallási értekezéseket és a prédikációkat is nagymértékben megkurtította vagy akár kihagyta – erre a sorsa jutott többek között II. Orbán pápának a clermont-i zsinaton elmondott beszéde. Az 1098–99-es főbb csatáknak és ostromoknak Foucher de Chartres nem volt szemtanúja, mert Edesszában volt Boulogne-i Balduinnal; ezen ütközetekhez Nangis-i Bartolf más krónikákból merített anyagot, leírása részletesebb a szintúgy másodlagos beszámolót nyújtó Foucher de Chartres-énál. Fontos eltérés továbbá Nangis-i Bartolf és nemcsak Foucher de Chartres, hanem általában a kortárs nyugati keresztény krónikások között, hogy utóbbiakkal ellentétben Nangis-i Bartolfnál I. Alexiosz bizánci császár és a bizánciak következetesen kedvező színben tűnnek fel – a görögök iránti szimpátia  ugyan jellemző Foucher de Chartres-ra, de Historiájának végső változata a jeruzsálemi–bizánci kapcsolatok megromlása után készült el, emiatt egyes, a bizánci császárra jó fényt vető részek kikerültek belőle, a Gesta Francorum Iherusalem expugnantium viszont megőrizte eme szöveghelyeket.
A Gesta Francorum Iherusalem expugnantium hét kéziratban maradt fent. Első újkori kiadója Jacques Bongars francia tudós volt 1611-es, Hanauban nyomtatott Gesta Dei per Francos című gyűjteményében, mely a keresztes hadjáratokkal kortárs francia beszámolókat foglalja magában. A Gesta Francorum Iherusalem expugnantium szerepel a 19. század folyamán összeállított Recueil des historiens des croisades keresztes szöveggyűjteményben is.